# Donatsviertel
Donatsviertel ist ein Stadtviertel des Stadtteils Freiberg-Ost in der Altstadt der Großen Kreisstadt Freiberg im Landkreis Mittelsachsen (Freistaat Sachsen). Es ist nach der nicht mehr existenten Donatskirche und dem dort befindlichen Donatsturm benannt, der ein Rest der mittelalterlichen Befestigung der Stadt Freiberg ist.

## Geografie

### Lage
Das Stadtviertel grenzt unmittelbar östlich an das Stadtzentrum von Freiberg. Es wird im Norden vom Scheunenviertel, im Osten vom ehemaligen Bahnhof Freiberg-Ost und der Himmelfahrt Fundgrube, im Süden vom Silberhofviertel und im Westen von der Freiberger Altstadt begrenzt.

### Nachbarorte
|                                       | Freiberg, Stadtteil Freiberg-Ost (Stadtviertel Scheunenviertel)  |                                                                      |
| Freiberg, Stadtteil Freiberg-Altstadt | Kompassrose, die auf Nachbargemeinden zeigt                      | Freiberg, Stadtteil Freiberg-Ost (Stadtviertel Himmelfahrter Revier) |
|                                       | Freiberg, Stadtteil Freiberg-Süd (Stadtviertel Silberhofviertel) |                                                                      |

## Geschichte

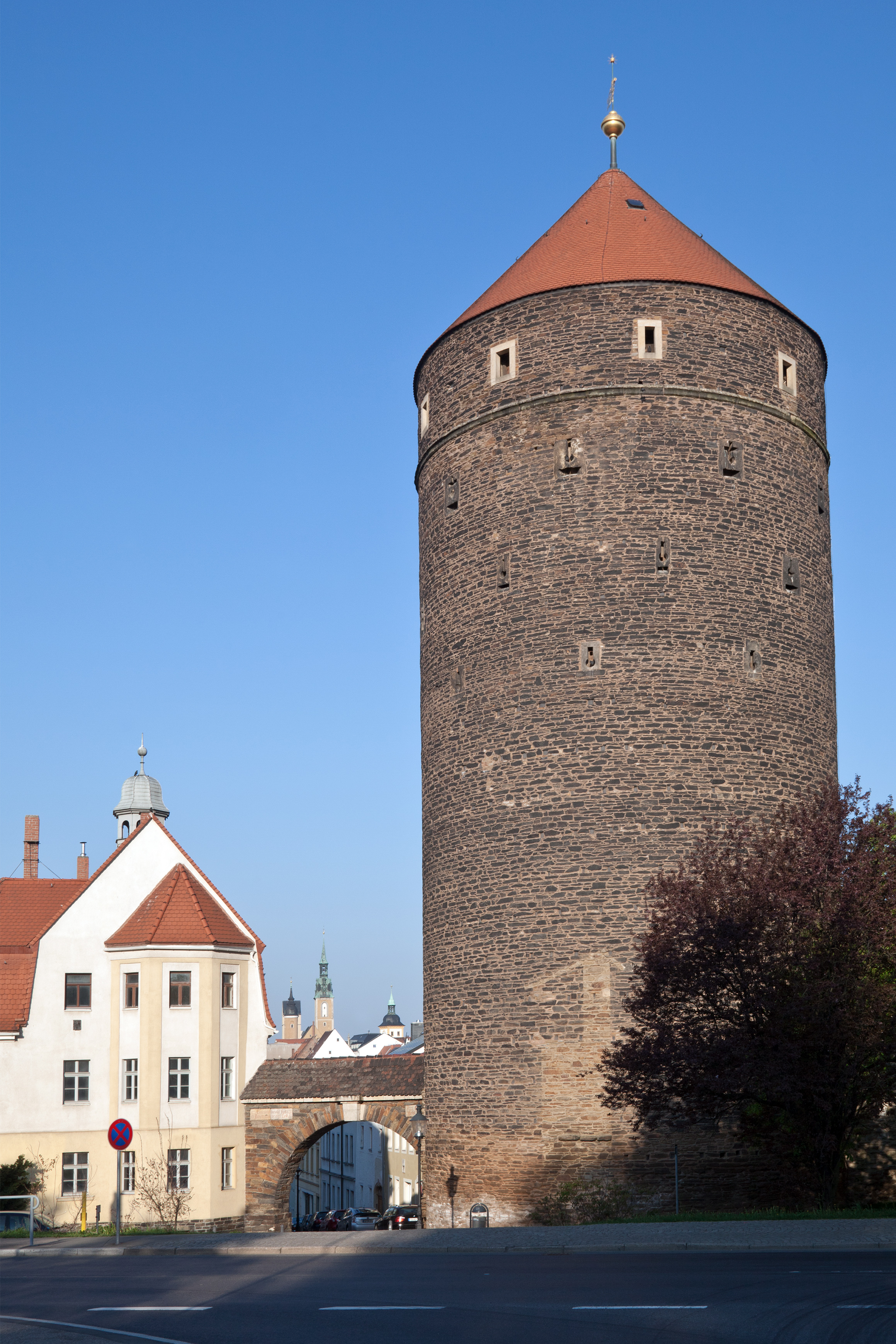
Donatsturm

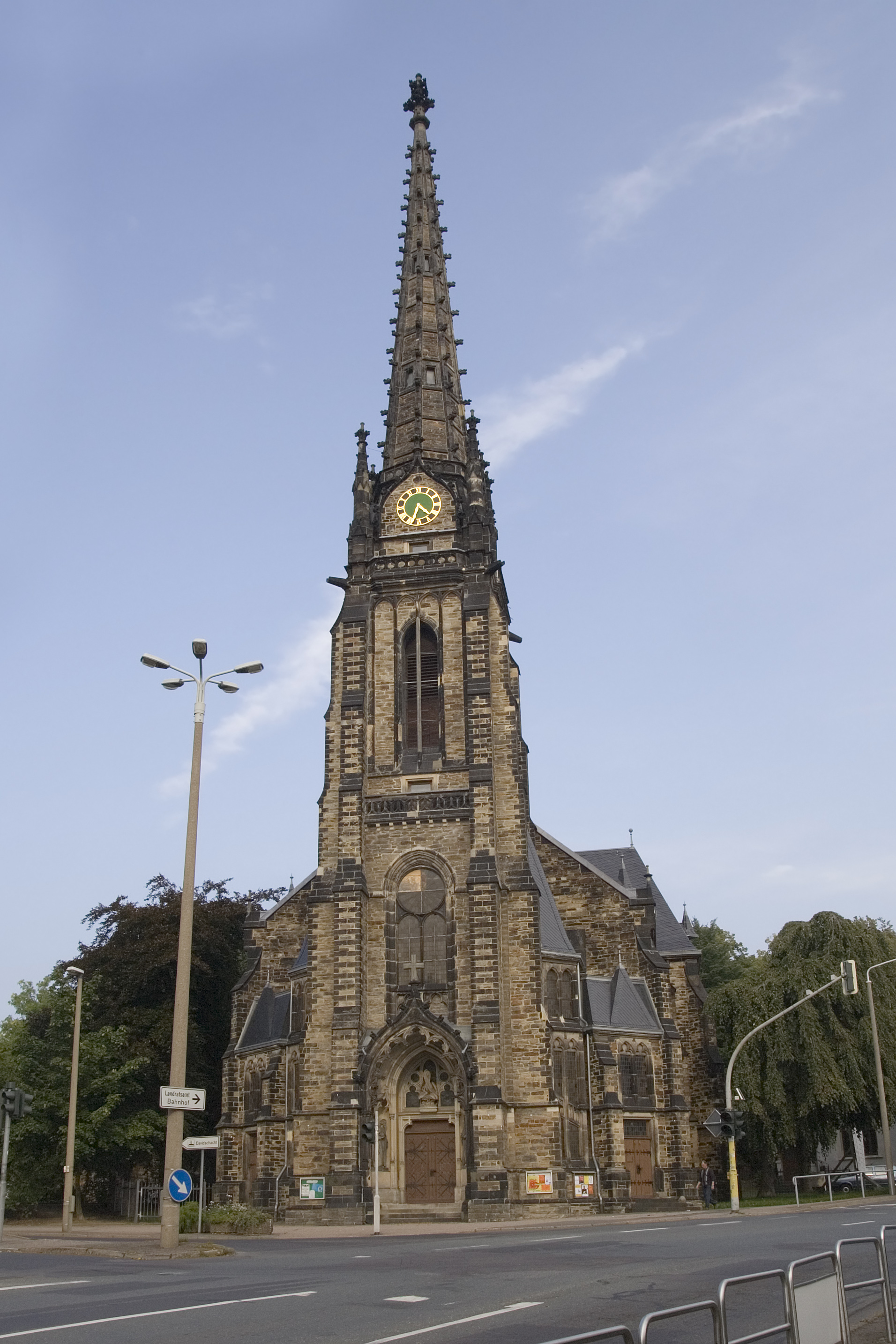
Jakobikirche

Das heutige Donatsviertel befindet sich östlich des Donatsrings, welcher bis ins 19. Jahrhundert die östliche Stadtmauer von Freiberg bildete. Das zwischen 1162/70 gegründete Freiberg, welches sich aus der Siedlung Christiansdorf entwickelte, besaß zunächst drei Kirchen. Dies waren innerhalb der Stadtmauern die Nikolaikirche und die Jakobikirche (ursprünglicher Standort in der Pfarrgasse), sowie die 1225 erstmals erwähnte hölzerne Donatskirche außerhalb der Stadtmauern. Die Donatskirche war benannt nach dem Heiligen Donatus von Arezzo, dem Patron des Bistums Meißen und Namensgeber für den Meißner Dom. Der Kirchhof der Donatskirche wurde 1430 erstmals erwähnt, die Kirche aber schon 1443 abgerissen und durch eine Kapelle ersetzt. Im Jahr 1531 erklärte Herzog Heinrich der Fromme den Donatsfriedhof zur zentralen Begräbnisstätte von Freiberg. Im 16. Jahrhundert entwickelte sich aus ihm ein Pestfriedhof.
Von der Donatskirche erhielt das in seiner Nähe befindliche Donatstor seinen Namen. Es war das älteste Tor der Stadt Freiberg. Zu seinem Schutz wurde im 15. Jahrhundert der 35 Meter hohe Donatsturm errichtet, welcher der einzige runde Turm der Freiberger Stadtbefestigung war. Der seit den 1960er Jahren als Freiberger Kulturdenkmal ausgewiesene Turm wurde 1455 erstmals urkundlich erwähnt und diente ursprünglich der Verteidigung der Stadt. Im 19. Jahrhundert wurde er als Kornmagazin und Speicher genutzt. Während der Donatsturm bis heute das Freiberger Stadtbild prägt, verschwand das Donatstor im 19. Jahrhundert mit dem Abriss der Stadtbefestigung. Im 19. Jahrhundert erfolgte eine zusammenhängende Bebauung des Areals zwischen der Altstadt im Westen und der Himmelfahrt Fundgrube im Osten. Während das Gebiet zunächst aus „nur wenigen Häusern“ bestand, umfasst das Viertel inzwischen in Straßen Schmiedestraße, Jungestraße, Oststraße, Erzweg, Breithauptstraße, Albert-Funk-Straße und Peter-Schmohl-Straße. Es befindet sich südlich des Donatsfriedhofs und der Dresdner Straße. Ende des 19. Jahrhunderts erhielt die Jakobikirche ihren heutigen Standort gegenüber dem Donatsturm. Das alte Gebäude in der Pfarrgasse wurde abgebrochen.